# Cladonota occidentalis
Cladonota occidentalis är en insektsart som beskrevs av Strümpel 1972. Cladonota occidentalis ingår i släktet Cladonota och familjen hornstritar. Inga underarter finns listade i Catalogue of Life.